# Roland TR-808

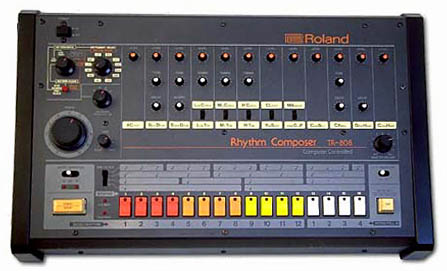
TR-808 byl vyráběn v letech 1980–1984

Roland TR-808 Rhythm Composer (skladatel rytmů) je jeden z prvních programovatelných bicích automatů. TR je zkratka pro Transistor Rhythm. Tento hudební nástroj byl představen v roce 1980 firmou Roland Corporation. Původní představa použití byla o tom, že by tento hudební nástroj používali studioví hudebníci při tvorbách různých demíček. Je třeba poznamenat, že oproti skutečnému bicí, nezní příliš jako skutečné bicí.
Nástroj se používá především v electro, hip hopu, R&B, drum and bass, acid house a v západní hudbě osmdesátých let.
Mezi významné písně, které používají TR-808 patří post-disco píseň "Sexual Healing" od Marvina Gaye. Na popularizaci tohoto přístroje se například podílela skupina The SOS Band s produkčním týmem Jimmy Jam and Terry Lewis.
- Databáze zvuků:
  - Basový buben
  - Vířivý buben
  - low tom / low conga (volitelné)
  - mid tom / mid conga (volitelné)
  - hi tom / hi conga (volitelné)
  - rimshot / claves (dřívka, latinskoamerické perkuse) (volitelné)
  - tleskot (handclap) / maracas (volitelné)
  - Cowbell
  - Činely
  - otevřený hi-hat činel / zavřený hi-hat činel (volitelné)